# Статично електричество
За науката вижте Електростатика
Статично електричество се нарича натрупването на електрически заряди на повърхността на предметите. Те остават там, докато по някакъв начин не се прехвърлят към „земя“ или „маса“ (виж Заземяване) или не се неутрализират чрез разряд.
Макар обмен на заряди да протича при всеки контакт между 2 повърхности, статичното електричество се натрупва, когато поне 1 от тях има високо съпротивление (електрически изолатор). Ефектът от разряд на статично електричество е познат на повечето хора, защото усещат, чуват и дори виждат искра, когато излишният заряд се неутрализира при приближаването му към голям проводник (например земя) или към област с противоположен заряд.